# Myrichthys colubrinus
Myrichthys colubrinus Boddaert, 1781 è un pesce anguilliforme appartenente alla famiglia Ophichthidae.

## Distribuzione e habitat
Questa specie è diffusa nelle secche sabbiose e nelle praterie di alghe dell'Indo-Pacifico e del mar Rosso.

## Descrizione
Presenta un corpo tipicamente anguilliforme, molto allungato, a sezione cilindrica ma leggermente compressa ai fianchi. La testa è allungata con muso arrotondato, le pinne estremamente piccole, solo la pinna dorsale, bassa e lunga come il corpo, e la pinna anale sono ben visibile. Le pinne pettorali sono piccole e arrotondate. La livrea è decisamente appariscente: su un fondo bianco vivo, a volte sporcato di nero, vi è un motivo a fasce verticali nere piuttosto larghe. A causa della grande somiglianza di aspetto, assunto per motivi difensivi (mimetismo batesiano) M. colombrinus è spesso confuso con il ben più pericoloso serpente marino Laticauda colubrina, ma a differenza di quest'ultimo,  estremamente velenoso,  questo pesce è del tutto innocuo.

Raggiunge una lunghezza massima di 97 cm.

## Alimentazione
Setaccia in continuazione i fondali in cerca di piccoli pesci, crostacei e altri invertebrati aiutandosi col minuzioso olfatto.